# 湯浅卓
湯浅 卓（ゆあさ たかし、1955年〈昭和30年〉11月24日 - ）は、日本人のアメリカ合衆国弁護士（ニューヨーク州、ワシントンD.C.）、タレント、著述家。ホリプロ所属。Yahooコメントのオーサーであり「記事は重大だ」「○○とウォール街は見る」が決めゼリフ。兄はニッポン放送元アナウンサーの湯浅明。学校法人愛光学園山手ビジネスカレッジ顧問（埼玉県川越市）でもある。

## 経歴・人物像
東京都生まれ。港区立白金小学校、麻布中学校・高等学校を経て、1979年（昭和54年）東京大学法学部卒業。1983年、カリフォルニア大学ロサンゼルス校 (UCLA) ロースクールにて LL.M.取得後、コロンビア・ロー・スクール、ハーバード・ロー・スクールに学ぶ。1984年、ニューヨーク州弁護士の資格を取得、1990年にはワシントンD.C.の弁護士資格を取得している。

### 米国弁護士
ロックフェラー・センタービルの売却ではロックフェラー側の巨大代理人団の一員となった。この契約には巨大な弁護士・会計士軍団が編成されており、契約がまとまったのは1989年である。

### タレント
テレビ番組に出演した際に、独特のキャラクターで知名度が上昇した。
一つは、大げさに頭を振って長い前髪をなびかせる仕草である。本人曰く1997年頃のものと言う公式プロフィールの顔写真は短髪で、現在とは全く異なる風貌である。
このことは出演する番組で何度もネタとなっている。また、両手親指を立てるポーズも挙げられ、この際の「湯浅です」というフレーズをいうことが多々ある。
メディアに進出するようになった経緯はホリプロとの特別な関係に由来する。90年代からプロダクションと彼の間で経営コンサルタント契約が結ばれていることから、代表取締役会長 (CEO) の小田信吾との関係は深い。また代表取締役副会長 (CFO) 堀一貴、代表取締役社長 (COO) 堀義貴とはアメリカ留学時代からの友好関係があった。そして彼のユーモラスな言動を生かして、テレビ進出を企画した。
外国著名人に関して情報通である理由は、彼らが来日する際のコンサルタント業務を彼がかつて所属していた事務所が行っている点にある。現在、その事務所のPR業務を担当しているのはフローラン・ダバディーであり、その合名会社の外国人事務所に所属するユンソナとは師弟的な交流がある。
自身のレギュラー出演番組である『所さんの学校では教えてくれないそこんトコロ!』では「湯浅弁護士ってどんな人？」という検証企画が行われた。
日本国内の弁護士資格は所持していない。
以前はバラエティ番組の司会を務めたこともあった。

### 私生活
趣味はダンスとオペラ鑑賞。学生時代に声楽を習っていたという経歴もある。

## 出演番組
レギュラー
- クイズ!ヘキサゴン 今夜はクイズパレード→クイズ!ヘキサゴンII（フジテレビ系）〔2005年6月 - 2005年12月〕
- 島田検定!! 国民的潜在能力テスト（TBS系列）〔 - 2006年3月〕
- ワールド☆レコーズ（日本テレビ系）〔 - 2005年3月〕
- くりぃむしちゅーのたりらリラ〜ン（日本テレビ系列）
- ド・ナイト（テレビ朝日系列）〔2003年4月 - 2004年3月〕
- いちばん!エクスプレス（TBS系）〔1999年3月 - 2002年3月〕
- 所さんの学校では教えてくれないそこんトコロ!（テレビ東京系）〔2005年10月 - 2012年9月〕

## 著書
- 『ウォール街が教えたくない日本大逆転のチャンス』（東洋経済新報社）
- 『ウォール街版・世界と日本の読み方～今後10年間に何が起きるか～』PHP研究所出版
- 『アメリカに明日はあるのか』PHP研究所出版
- Computer Data Base Protection - The Impact of Japanese Legislative Developments on United States and Japanese Copyright Laws 1. 9 Fordham Int'l L. J. 191 (1985-1986)